# Kraft de Hohenlohe-Ingelfingen
Kraft de Hohenlohe-Ingelfingen, prince de Hohenlohe-Ingelfingen, né le 2 janvier 1827 à Koschentin et mort le 16 janvier 1892 à Dresde,  est un général d'artillerie prussien et écrivain militaire.

## Biographie

### Origine
Kraft Karl August Eduard Friedrich est issu de la maison aristocratique de Hohenlohe-Ingelfingen. Ses parents sont le ministre-président prussien, le prince Adolphe de Hohenlohe-Ingelfingen (1797-1873) et Louise de Hohenlohe-Langenbourg (1799-1881). Charles de Hohenlohe-Ingelfingen (1820-1890) et Frédéric-Guillaume de Hohenlohe-Ingelfingen (1826-1895) sont ses frères, Alfred d'Erbach-Fürstenau (1813-1874) est son beau-frère.

### Carrière
Il s'engage le 24 avril 1845 dans la brigade d'artillerie de la Garde de l'armée prussienne en tant que sous-lieutenant et étudie à l'école combinée d'artillerie et du génie entre 1845 et 1846. Le 18 mars 1848, il participe à la répression des combats de rue à Berlin dans le cadre de la révolution de Mars. En 1849, il est commandé à la Commission d'examen de l'artillerie (de). Entre 1850 et 1853, il étudie à l'école générale de guerre et, en juin 1854, devient premier lieutenant attaché militaire à Vienne. Il y compile des rapports sur l'armée autrichienne, pour laquelle il est ensuite promu capitaine à l'état-major. De plus, il est adjudant d'aile auprès du roi Frédéric-Guillaume IV de 1856 à la mort de ce dernier.
Promu major en 1858, il rejoint l'entourage de Guillaume Ier et assiste début 1864, en tant que lieutenant-colonel, au début de la guerre des Duchés au quartier général de Frédéric von Wrangel. Le 16 juin 1864, le poste d'adjudant d'escadre de Hohenlohe, qu'il continue sous Guillaume Ier, prend fin lorsqu'il est nommé Commandant du régiment d'artillerie de la Garde. En 1865, il est promu colonel et rejoint en même temps le Comité général d'artillerie. Lors de la guerre austro-prussienne de 1866, il est déployé en tant que commandant de l'artillerie de réserve du corps de la Garde et joue un rôle majeur dans les batailles de Königinhof et de Sadowa, où il occupe les hauteurs de Chlum, mais est également blessé.
Le 22 mars 1868, il est promu général de division et également nommé commandant de la brigade d'artillerie de la Garde. En même temps, il devient membre de la commission d'essais d'artillerie. Le prince participe à la guerre franco-prussienne en tant que commandant de l'artillerie du corps de la Garde et est impliqué dans toutes les batailles et escarmouches de ce corps. Surtout dans les batailles de Saint-Privat et de Sedan, il peut influencer les événements et est nommé commandant de toute l'artillerie de siège devant Paris le 23 décembre 1870. Pour ses actions, il reçoit le 18 février 1871 l'Ordre Pour le Mérite.
Après son retour, il est nommé inspecteur de la 2e inspection d'artillerie le 21 septembre 1871. En 1872, le lieutenant-général Theophil von Podbielski devient inspecteur général de l'artillerie et poursuit la séparation entre l'artillerie de campagne et l'artillerie de forteresse ou à pied. En tant que membre du Comité général d'artillerie, Hohenlohe se prononce contre cet arrangement.
Le 23 janvier 1873, Hohenlohe devient commandant de la 12e division d'infanterie à Neisse et est promu lieutenant général le 22 mars de la même année. En 1875, il devient finalement adjudant général. En 1879, Hohenlohe est démis de ses fonctions de président du Comité général d'artillerie et le 28 novembre 1879 mis en place à disposition. Il déménage ensuite sa résidence à Dresde.
En mars 1883, il reçoit le caractère de General der Infanterie et cinq ans plus tard devient adjudant général de l'empereur Frédéric III. En 1889, l'empereur Guillaume II décerne à Hohenlohe le titre de général d'artillerie.
Hohenlohe profite du temps de paix et de sa retraite à Dresde pour écrire ses notes. Il utilise son expérience de la guerre pour la formation de son régiment et aussi pour l'artillerie de toute l'armée à travers des conférences imprimées et à travers le traitement des règlements de service et des rapports.

### Famille
En 1880, Hohenlohe contracte un mariage morganatique avec Luise Thiem, la fille d'un sergent de gendarmerie, qui est anoblie par diplôme du 19 septembre 1880 en tant que « Frau von Lobenhausen ». Le mariage reste sans enfant, mais le couple a une fille adoptive.

## Travaux
- Militärische Briefe. Mittler, Berlin 1884–1885;
  - Band 1: Ueber Kavallerie. 1884, (Digitalisat);
  - Band 2: Ueber Infanterie. 1884;
  - Band 3: Ueber Feld-Artillerie. 1885.
- Gespräche über Reiterei. Mittler, Berlin 1887.
- Ideen über Befestigungen. Mittler, Berlin 1888.
- Die Feld-Artillerie in ihrer Unterstellung unter die General-Kommandos. Betrachtungen, vornehmlich den Kameraden der anderen Waffen gewidmet. Mittler, Berlin 1889.
- Aus meinem Leben. 1848–1871. 4 Bände. Mittler, 1897–1907 (postum).
  - Band 1: Vom Revolutionsjahr 1848 bis zum Ende des Kommandos in Wien 1856. Nebst einer Lebensskizze. 1897, (Digitalisat);
  - Band 2: Flügeladjutant unter Friedrich Wilhelm IV. und König Wilhelm I. 1856–1863. 1905, (Digitalisat (4. Auflage im Jahr der Erstauflage));
  - Band 3: Die Kriege 1864 und 1866. Friedenszeit bis 1870. 1906, (Digitalisat (7. Auflage im Jahr der Erstauflage));
  - Band 4: Der Krieg 1870/71. Reise nach Rußland. 1907, (Digitalisat (4. Auflage im Jahr der Erstauflage)).